# Jan z drzewa
Jan z drzewa – polski film komediowy z 2008 roku w reżyserii Łukasza Kasprzykowskiego.

## Fabuła
Jan Zawada (Bogusław Suszka) jest zamożnym i szanowanym lekarzem. Z powodu przepracowania oraz psujących się relacji z żoną, Moniką (Dorota Kiełkowicz), która także stawia karierę ponad rodzinę, w pewnym momencie orientuje się, że nie czerpie już żadnej satysfakcji z prowadzonego stylu życia. Postanawia zamieszkać w domku na drzewie. Z czasem w całą sytuację zostaje wplątany brat głównego bohatera, Janusz (Marcel Szytenchelm), któremu także od jakiegoś czasu nie powodzi się w małżeństwie.

## Produkcja
Zdjęcia do filmu kręcono w okresie od 16 września do 12 października 2007 roku w okolicach Pabianic i w Krakowie.

## Obsada
Źródło:
- Dorota Kiełkowicz – Monika
- Bogusław Suszka – Jan
- Marcel Szytenchelm – Janusz
- Zbigniew Wodecki – on sam
- Maria Bujas-Łukaszewska – Anna
- Ewa Szykulska – Magda
- Artur Dziurman – Piotr
- Brian Scott – Muzahli
- Andrzej Róg – psychoanalityk
- Stefan Lipiec – pracownik EKO / tragarz
- Andrzej Kaczmarek – pracownik EKO / tragarz
- Aleksander Pluta – Maciek
- Elżbieta Karkoszka – matka Anny
- Mieczysław Hryniewicz – Supczyński
- Jacek Brzostyński
- Katarzyna Bloch-Łukaszewska – Katharine Bloch
- Renata Żaba – sekretarka

## Nagrody
- 2008 – Lubomierz (Ogólnopolski Festiwal Filmów Komediowych) – Brązowy Granat[1].